# Kakteen

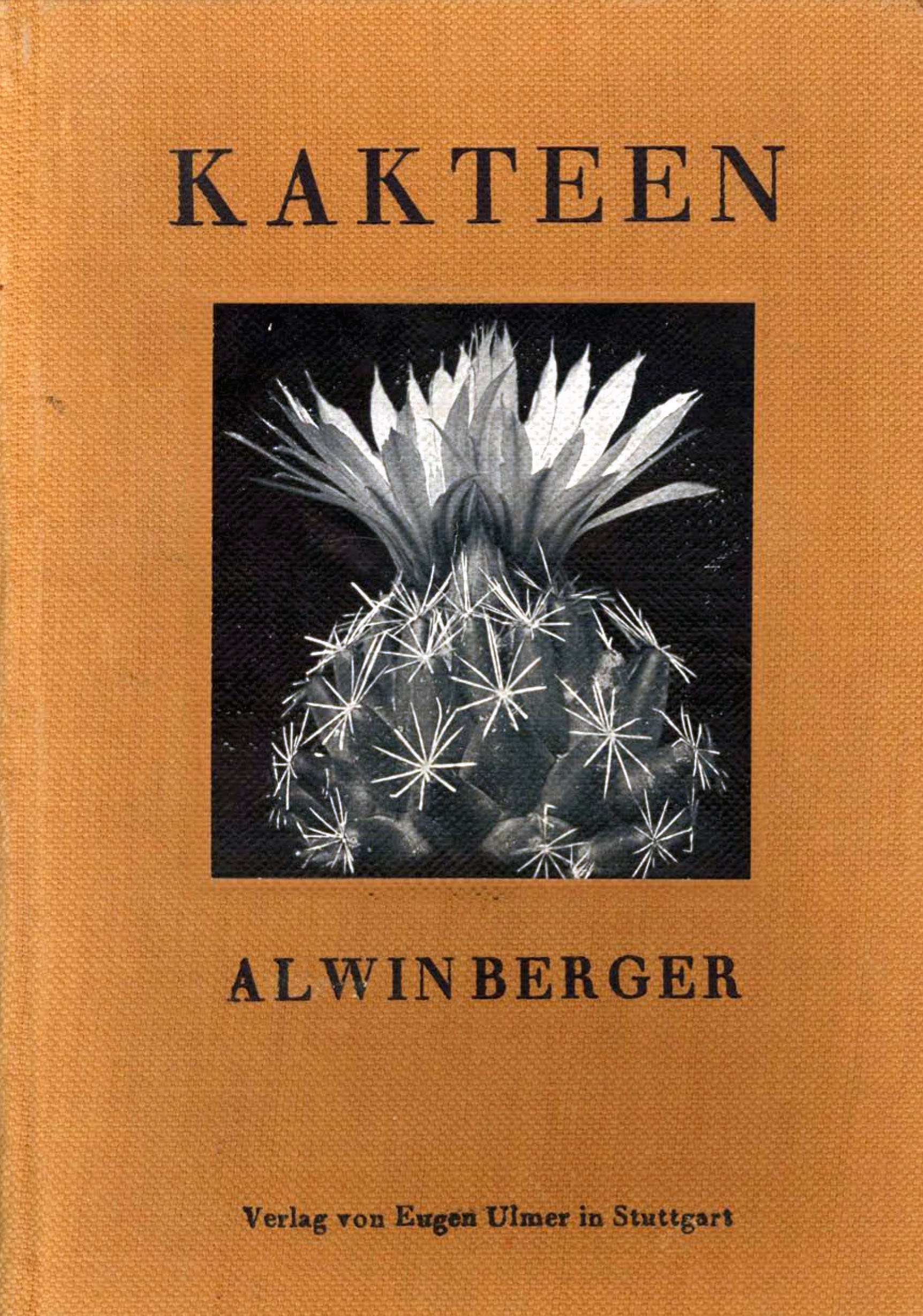
Cubierta de Kakteen

Kakteen (abreviado Kakteen) es un libro con ilustraciones y descripciones botánicas que fue escrito por el botánico alemán conocido por su contribución a la nomenclatura de las plantas suculentas, Alwin Berger. Fue publicado en el año 1929 con el nombre de Illustrierte Handbücher sukkulenter Pflanzen: Kakteen (Berger).